# Administração financeira
Administração financeira ou gestão financeira é o processo organizacional que trata dos assuntos relacionados à administração das finanças de empresas e organizações. Trata-se de um ramo privativo à administração.
A administração financeira de uma empresa pode ser realizada por pessoas ou grupos de pessoas que podem ser denominadas como Chief Financial Officer (CFO) ou simplesmente administrador financeiro. Um gestor financeiro deve levar em conta os objetivos da empresa, conduzindo eficazmente o desenvolvimento e prosperidade da empresa, de seus proprietários, sócios, colaboradores e stakeholders.

## Definição e objetivos

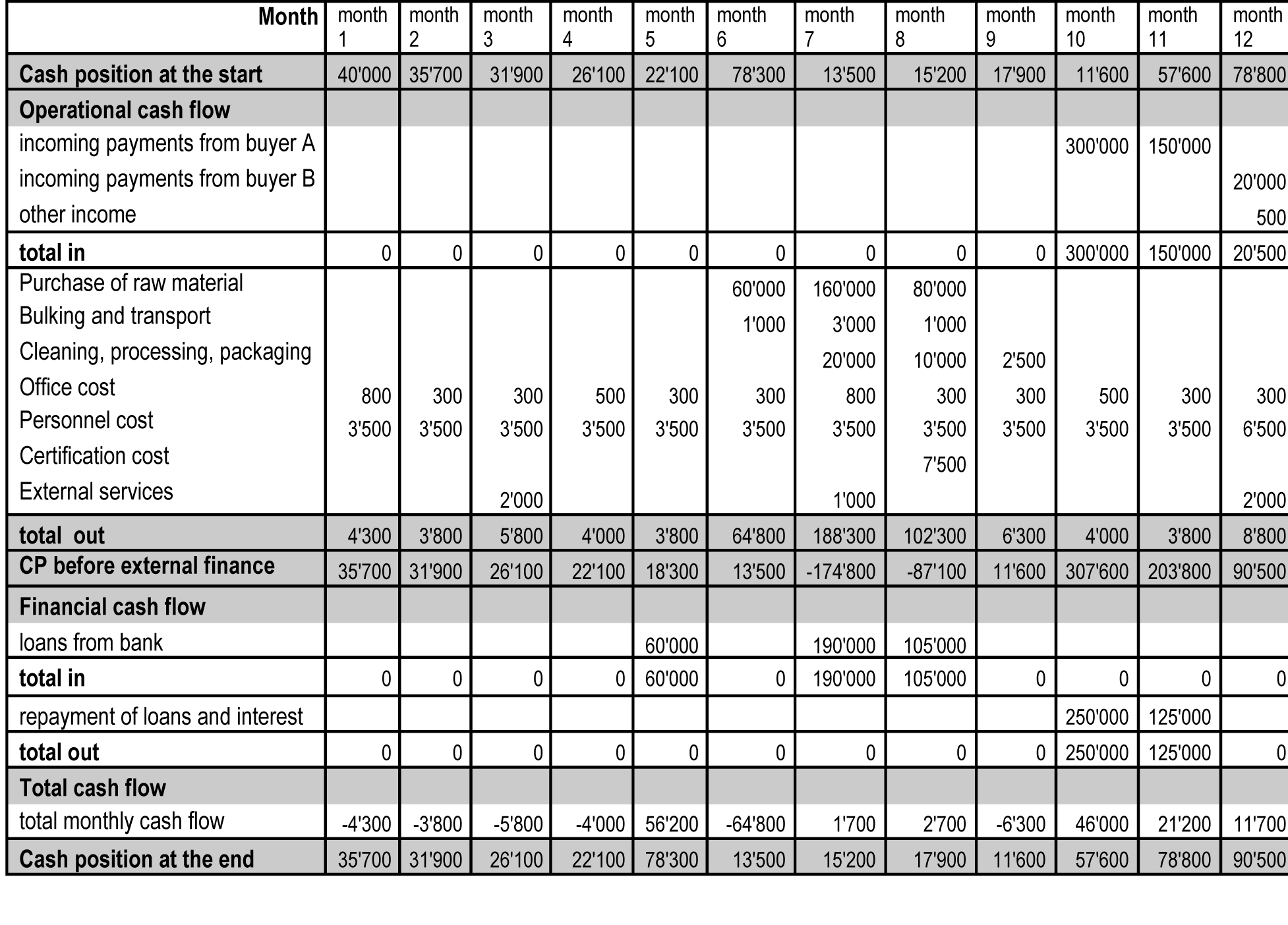
O fluxo de caixa é uma ferramenta essencial para os gestores financeiros.

A administração financeira é uma ferramenta ou técnica utilizada para controlar da forma mais eficaz possível, no que diz respeito à concessão de credito para clientes, planejamento, analise de investimentos e, de meios viáveis para a obtenção de recursos para financiar operações e atividades da empresa, visando sempre o desenvolvimento, evitando gastos desnecessários e desperdícios para a condução financeira da empresa, possibilitando a realização das atividades necessárias, objetivando o lucro, maximização dos investimentos e o controle eficaz da entrada e saída de recursos financeiros.
A gestão financeira geralmente se preocupa com a gestão do capital de giro de curto prazo, concentrando-se no fluxo de caixa e nos ativos e passivos circulantes e gerenciando as flutuações em moeda estrangeira e ciclos de produtos, muitas vezes por meio de hedging. A função também envolve a gestão diária eficiente e eficaz de fundos e, portanto, sobrepõe-se à gestão de tesouraria. Também está envolvida com a gestão financeira estratégica de longo prazo, com foco, por exemplo, na gestão da estrutura de capital, incluindo levantamento de capital, orçamento de capital (alocação de capital entre unidades de negócios ou produtos) e política de dividendos; essa última, em grandes empresas, é mais o domínio das "finanças corporativas".
Deve-se compreender e entender o sentido e o significado de finanças, que corresponde ao conjunto de recursos disponíveis circulantes em espécie que serão usados em transações e negócios com transferência e circulação de dinheiro. Sendo que há necessidade de se analisar a fim de se ter exposto a real situação económica dos fundos da empresa, com relação aos seus bens e direitos garantidos. As finanças fazem parte do cotidiano, no controle dos recursos para compras e aquisições, tal como no gerenciamento e suas respectivas áreas, seja no marketing, produção, contabilidade e, principalmente no planejamento de nível estratégico, gerencial e operacional em que se toma dados e informações financeiras para a tomada de decisão na condução da empresa.

### Objetivos
No geral, a administração financeira serve para manusear da melhor forma possível os recursos financeiros e tem como objetivo otimizar o máximo que se puder o valor agregado dos produtos e serviços da empresa, a fim de se ter uma posição competitiva diante de um mercado competitivo, proporcionando, o retorno positivo e crescimento financeiro sobre tudo o que foi investido.
A “financeirização”, iniciada com o fim do Acordo de Bretton Woods e o abandono do compromisso keynesiano, trouxe um novo contexto no comportamento das empresas, não apenas nas financeiras como também nas não-financeiras, inaugurando um período no qual as tomadas de decisões empresariais se dão num contexto de portfólios expandidos. Entende-se por portfólios expandidos a possibilidade das empresas destinarem os seus recursos não apenas para investimentos produtivos, mas também, para investimentos financeiros fora do seu contexto operacional, procurando desta forma a obtenção de lucros em atividades que não são o seu objetivo principal. Nesse ambiente em que estão inseridas as empresas e o setor produtivo tem a possibilidade de, em vez de investir em ativos produtivos, investir noutros ativos como, por exemplo, no mercado de capitais. A mudança na alocação de recursos para atividades fora da sua área de atuação pode ser uma importante fonte de receitas, no entanto, pode aumentar de forma considerável a sua vulnerabilidade fazendo com que fiquem mais expostas a crises, além de deixar a economia mais suscetível às crises, afetando aspectos macroeconómico.

## Área de Atuação
A administração financeira pode ser dividida em áreas de atuação, que podem ser entendidas como tipos de meios de transações ou negócios financeiros. São estas:

### Finanças Corporativas
As finanças corporativas abrangem todas as decisões da empresa que tenham implicações financeiras, não importando que área funcional reivindique responsabilidade sobre ela.

### Investimentos
Investimentos são recursos depositados de forma temporária ou permanente em certo negócio ou atividade da empresa, em que se deve levar em conta os riscos e retornos potenciais ligados ao investimento em um ativo financeiro, o que leva a formar, determinar ou definir o preço ou valor agregado de um ativo financeiro, tal como a melhor composição para os tipos de ativos financeiros.
Os ativos financeiros são classificados no Balanço Patrimonial em investimentos temporários e em ativo permanente (ou imobilizado), este último, deve ser investido com sabedoria e estratégia haja vista que o que traz mais resultados é se trabalhar com recursos circulantes por causa do alto índice de liquidez apresentado.

### Instituições financeiras
Instituições financeiras são empresas intimamente ligadas às finanças, onde analisam os diversos negócios disponíveis no mercado de capitais – podendo ser aplicações, investimentos ou empréstimos, entre outros – determinando qual apresentará uma posição financeira suficiente à atingir determinados objetivos financeiros, analisados por meio da avaliação dos riscos e benefícios do empreendimento, certificando-se sua viabilidade.

### Finanças Internacionais
Finanças Internacionais, como o próprio nome supõe, são transações diversas podendo envolver cooperativas, investimentos ou instituições, mas que serão feitas no exterior, sendo preciso um analista financeiro internacional que conheça e compreenda este ramo de mercado.

## Funções Básicas e termos
Todas as atividades empresariais envolvem recursos e, portanto, devem ser conduzidas para a obtenção de lucro.
As atividades do porte financeiro têm como base de estudo e análise dados retirados do Balanço Patrimonial, mas principalmente do fluxo de caixa da empresa já que daí, é que se percebe a quantia real de seu disponível circulante para financiamentos e novas atividades. As funções típicas do administrador financeiro são:
- Análise, planejamento e controle financeiro

Baseia-se em coordenar as atividades e avaliar a condição financeira da empresa, por meio de relatórios financeiros elaborados a partir dos dados contábeis de resultado, analisar a capacidade de produção, tomar decisões estratégicas com relação ao rumo total da empresa, buscar sempre alavancar suas operações, verificar não somente as contas de resultado por competência, mas a situação do fluxo de caixa desenvolver e implementar medidas e projetos com vistas ao crescimento e fluxos de caixa adequados para se obter retorno financeiro tal como oportunidade de aumento dos investimentos para o alcance das metas da empresa.
- Tomada de decisões de investimento

Consiste na decisão da  aplicação dos recursos financeiros em ativos correntes (circulantes) e não correntes (ativo realizável a longo prazo e permanente), o administrador financeiro estuda a situação na busca de níveis desejáveis de ativos circulantes , também é ele quem determina quais ativos permanentes devem ser adquiridos e quando os mesmos devem ser substituídos ou liquidados, busca sempre o equilíbrio e níveis otimizados entre os ativos correntes e não-correntes, observa e decide quando investir, como e quanto, se valerá a pena adquirir um bem ou direito, e sempre evita desperdícios e gastos desnecessários ou de riscos irremediável, e ate mesmo a imobilização dos recursos correntes, com altíssimos gastos com imóveis e bens que trarão pouco retorno positivo e muita depreciação no seu valor, que impossibilitam o funcionamento do fenômeno imprescindível para a empresa, o 'capital de giro'.
Como critérios de decisão de investimentos entre projetos mutuamente exclusivos, pode haver conflito entre o VAL (Valor Atual Líquido) e a TIR (Taxa Interna de Rentabilidade). Estes conflitos devem ser resolvidos usando o critério do VAL.
- Tomada de decisões de financiamentos

Diz respeito à captação de recursos diversos para o financiamento dos ativos correntes e não correntes, no que tange a todas as atividades e operações da empresa; operações estas que necessitam de capital ou de qualquer outro tipo de recurso necessário  para a execução de metas  ou planos da empresa. Leva-se sempre em conta a combinação dos financiamentos a curto e longo prazo com a estrutura de capital, ou seja, não se tomará emprestado mais do que a empresa é capaz de pagar e de se responsabilizar, seja a curto ou a longo prazo. O administrador financeiro pesquisa fontes de financiamento confiáveis e viáveis, com ênfase no equilíbrio entre juros, benefícios e formas de pagamento. É bem verdade que muitas dessas decisões são feitas ante a necessidade (e até ao certo ponto, ante ao desespero), mas independente da situação de emergência é necessária uma análise e estudo profundo e minucioso dos prós e contras, a fim de se ter segurança e respaldo para decisões como estas.